# Georgy Lvov
Georgy Yevgenievich Lvov, também conhecido como Príncipe Lvov, em russo:  Георгий Евгеньевич Львов (2 de novembro de 1861 – 7 de março de 1925), foi um aristocrata, grande proprietário de terras e estadista russo. 
Formou-se em direito pela Universidade de Moscovo e dedicou-se depois à política. Serviu como primeiro-ministro do governo provisório criado pela Segunda Revolução Russa de Fevereiro de 1917, assumindo o cargo de 15 de março a 20 de julho daquele ano. Um membro da família principesca Lvov, ele se junta ao Partido Constitucional Democrata (K-D, Kadets) em 1905.
Após a esperada abdicação do Czar Nicolau II a 15 de março de 1917, o grão-duque Miguel recusar-se-ia a assumir o poder. A dinastia Romanov estava, pois, derrocada. Os bolcheviques, note-se, não eram ainda relevantes no quadro político russo. Com o vácuo político, a Duma forma cautelosamente um governo provisório, liderado por Lvov. Tratava-se de uma frente política entre liberais outubristas, kadetes e o grupo de Alexander Kerensky.
À fraqueza do governo provisório os liberais responderam com abertura ao soviete de Petrogrado. Ao invés de cooptar o soviete, acabou por sinalizar fraqueza. Em abril, a tese de Lênin era aprovada entre os bolcheviques: "todo poder aos sovietes".
Incapaz de captar apoio suficiente, demitiu-se já em Julho de 1917 em favor do seu ministro da justiça, Alexander Kerensky. Lvov foi preso quando os bolcheviques tomaram o poder no final do ano. Conseguiu escapar e exilou-se em Paris, onde viveu o resto de sua vida.